# Xã Foster, Quận Randolph, Arkansas
Xã Foster (tiếng Anh: Foster Township) là một xã thuộc quận Randolph, tiểu bang Arkansas, Hoa Kỳ. Năm 2010, dân số của xã này là 665 người.